# Введенський Олександр Іванович
Олександр Іванович Введенський (нар. 23 листопада (6 грудня) 1904, Санкт-Петербург — пом. 19 грудня 1941) — російський поет, співзасновник літературної групи ОБЕРІУ («Объединение реального искусства»).

## Життєпис
Олександр Введенський народився в Петербурзі. Батько Іван Вікторович (1870—1939) служив економістом в Поземельному банку, мати Євгенія Іванівна Поволоцькая (1876—1935), дворянка, була відомим лікарем-гінекологом.
Введенський навчався в гімназії, потім — у Петроградській трудовій школі № 10, яку закінчив в 1921, не здавши іспиту з російської літератури. Вже в школі почав писати вірші.
Після закінчення школи вступив спочатку на юридичний факультет Петроградського університету, потім перейшов на китайське відділення Східного факультету. Незабаром залишив навчання. Працював письмоводителем, потім на електростанції «Червоний Жовтень» (1921—1922). У ці роки спілкувався з низкою літераторів, познайомився з Даниїлом Хармсом, який став його близьким другом. У 1925 вони виступають в імажиністському збірнику «Необычайные свидания друзей» зі своїми віршами, вступають в Ленінградський союз поетів, беруть участь в збірниках «Собрание стихотворений», в групі «Орден зарозумників DSO». Прагнуть об'єднати «всі ліві сили», і в 1927 з'являється літературно-театральна група ОБЕРІУ («Об'єднання Реального Мистецтва», рос. ОБЭРИУ, за участі Даниїла Хармса, Володимира Стерлігова), діяльність якої полягала в проведенні театралізованих виступів-концертів, що часто супроводжувалися скандалами. Вони проголошували себе «творцями не тільки нової поетичної мови, а й творцями нового відчуття життя і її предметів».
З 1928 року Введенський також виступав як дитячий письменник, співпрацював в журналах «Їжак» і «Чиж», перекладав казки братів Грімм.
У 1930 році група «ОБЕРІУ» була розгромлена, до 1931 майже всі її учасники були заарештовані. Їх звинувачували в тому, що вони своїми «незрозумілими віршами» відволікають людей від будівництва соціалізму.
Введенського зняли з поїзда 10 грудня 1931 року. Його звинувачували у «шкідництві в галузі дитячої літератури». 21 березня 1932 року він був звільнений, але позбавлений прав проживання в 16 населених пунктах СРСР терміном на 3 роки. Жив в Курську, потім переїхав до Вологди, згодом — до Борисоглєбську.
Після повернення до Ленінграда вступив до Спілки письменників. У 1936 році, знаходячись у Харкові, одружився і до 1941 року жив у Харкові. Працював в дитячій літературі, писав клоунські репризи, куплети, мініатюри. У 1939 році написав п'єсу «Елка у Ивановых». У Харкові Введенський створив найбільш зрілі свої твори: поему «Потец», вірш «Где. Когда» та ін. Як поет пройшов шлях від словесного «зауму» до оригінальної поетики. У своїх творах Введенський розмірковує над плинністю часу, смертністю людини, божественою присутністю.
У 1941 році сім'я повинна була евакуюватися, однак через переповненість поїзда було вирішено залишитися і чекати наступного. Через 2 дні, 27 вересня 1941 року, Введенський був заарештований органами НКВС по статті 54-10 за звинуваченням у антирадянській агітації. За суперечливими свідченнями попутників, Введенський загинув в ході етапування до Казані. Точна дата смерті невідома. В реабілітаційному документі вказана дата — 20 листопада 1941 року.
Реабілітації Введенського допоміг Сергій Михалков, який познайомився з ним в 1930-і роки.

## Дитячі книжки
- На реке, 1928 (2 изд.)
- Много зверей, 1928
- Мяу, 1928
- Железная дорога, 1928
- Авдей-ротозей, 1928
- Летняя книжка, 1928
- Путешествие в Крым, 1928
- Октябрь, 1930 (2-е изд. 1931)
- Зима кругом, 1930 (2-е изд. 1931, 3-е изд.1935)
- Рабочий праздник, 1930
- В дорогу, 1930
- Ветер, 1930
- Коля Кочин, 1930
- Бегать, прыгать, 1930 (2-е изд. 1931)
- Мёд, 1930
- Рыбаки, 1930 (2-е изд. 1931)
- Кто? Стихи, 1930 (2-е изд. 1931; 3-е изд. 1934, 4-е изд. 1936)
- Письмо Густава Мейера, 1931
- Путешествие в Батум, 1931
- Конная Будённого, 1931
- Подвиг пионера Мочина, 1931
- П. В. О. К обороне будь готов!, 1932
- Володя Ермаков, 1935
- Лето и зима, 1935 (2-е изд. 1936)
- Катина кукла, 1936
- Щенок и котёнок, 1937
- О девочке Маше, о собаке Петушке и кошке Ниточке, 1937
- Самый счастливый день, 1939
- Люсина книжка, 1940
- Наташа и пуговка. Первое мая и девочка Мая, 1940
- Стихи, 1940
- А ты? 1941
- Лето, 1941
- О рыбаке и судаке.